# Fellstindur
Fellstindur är en bergstopp i republiken Island. Den ligger i regionen Austurland, 400 km öster om huvudstaden Reykjavík. Toppen på Fellstindur är 951 meter över havet.
Närmaste större samhälle är Djúpivogur, nära Fellstindur. Trakten runt Fellstindur består i huvudsak av gräsmarker.